# Balkáni selyemfenyő

## Származása, elterjedése
A Balkán-félsziget néhány kisebb foltján él.

## Megjelenése, felépítése
Akár 30 méter magasra is megnő. Koronája karcsú, oszlopos; védett helyeken a földig ágas. Vörösbarna kérge barázdált lemezekre töredezik.
Kékeszöld, merevek tűlevelei 7–10 cm hosszúak. Öttűs csomóik a sűrűn növő, sima, hamvaszöld hajtásokhoz simulnak.
Porzós virágai sárgák, a termősök vörösek. 8–15 cm hosszú, gyantás toboza henger vagy kúp alakú, lecsüngő. Fiatalon zöld, éretten barna.

## Életmódja, termőhelye
Hegyvidéki, örökzöld faj. Szinte bármilyen talajon megél. A szárazságot jól tűri.
Virágai a nyár elején, tömegesen nyílnak a fiatal hajtásokon.

## Képek

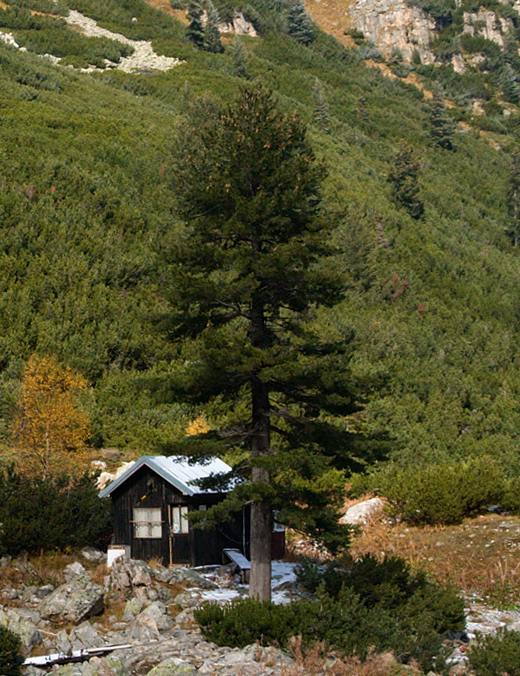
habitusa
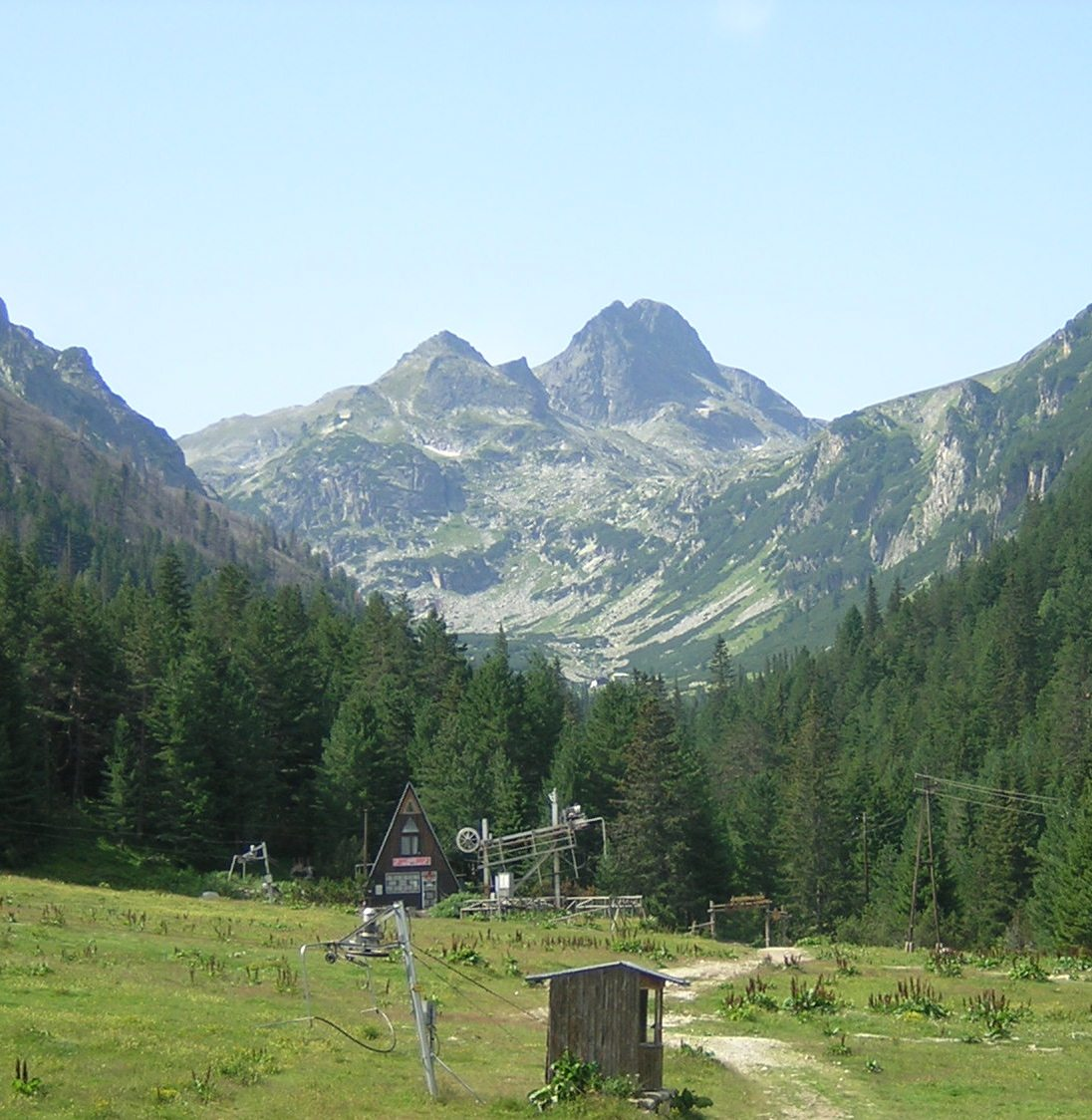
termőhelyén luccal elegyes fenyves, Bulgária
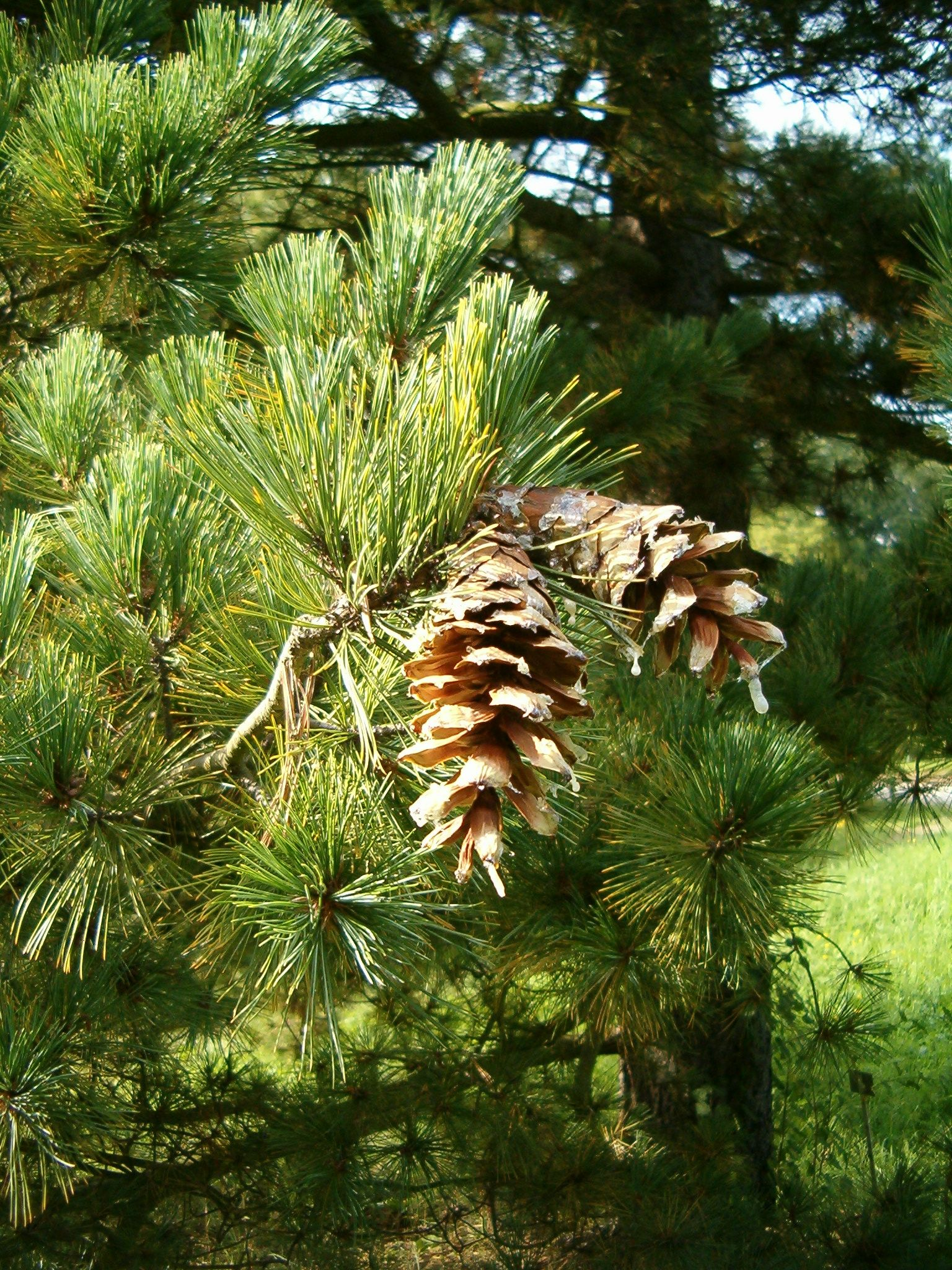
toboza
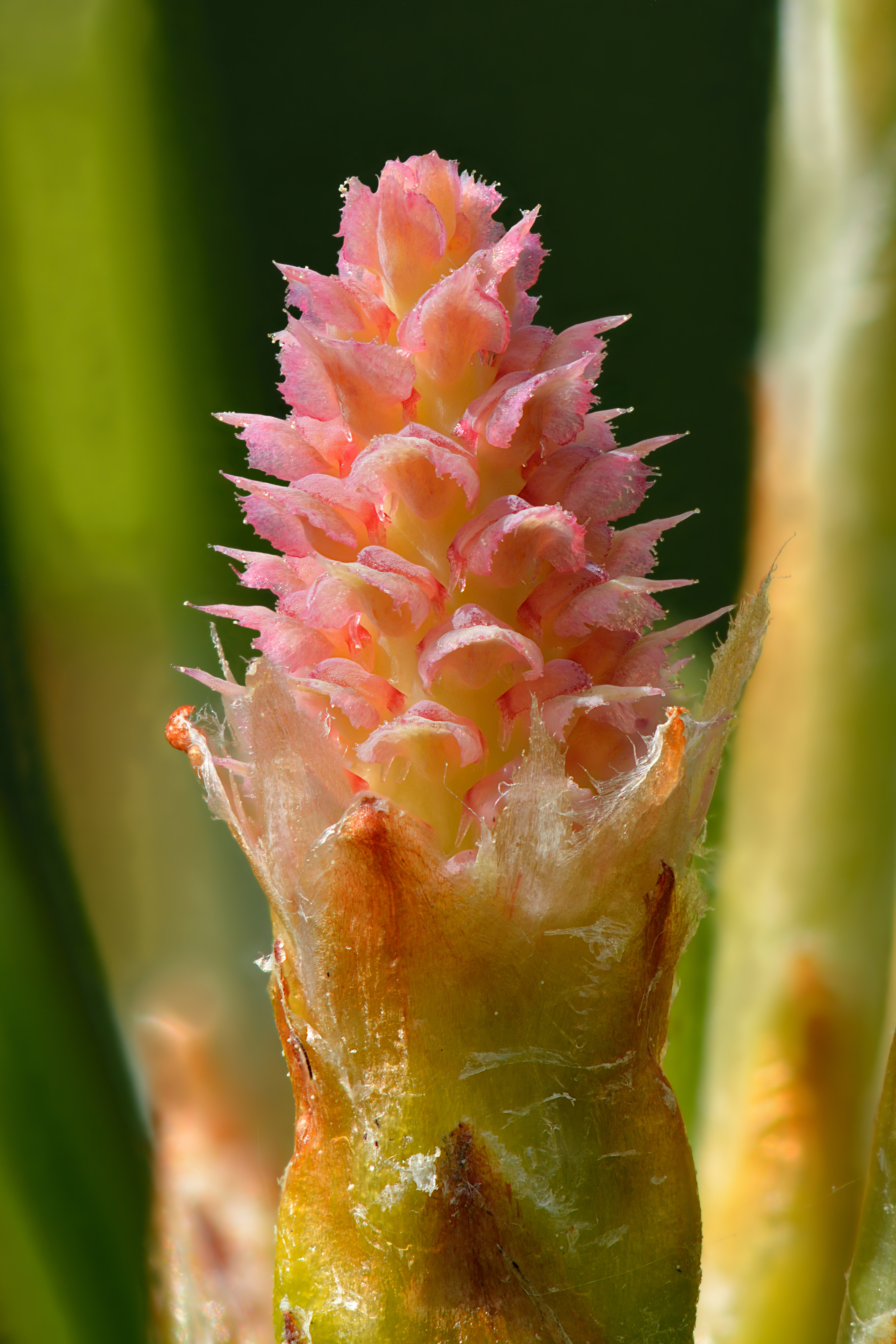
fiatal termős toboz